# سیارک ۱۳۴۴۱۹
سیارک ۱۳۴۴۱۹ (به انگلیسی: 134419 Hippothous، نامگذاری:1998MV47)۱۳۴۴۱۹مین سیارک کشف شده‌است که در ۲۸ ژوئن ۱۹۹۸ کشف شد.